# هلموت تالر
هلموت تالر (انگلیسی: Helmut Thaler؛ زادهٔ ۲۲ ژانویهٔ ۱۹۴۰) از برندگان مدال‌های بازی‌های المپیک زمستانی لژسوار اهل اتریش است.